# Unisul Esporte Clube
Unisul Esporte Clube foi um clube de voleibol e futebol de salão brasileiro, situado no estado de Santa Catarina. Começou como Olympikus, no Rio de Janeiro, até ser comprado em 1999 pela  Universidade do Sul de Santa Catarina. Teve Florianópolis, São José e Joinville como casas da equipe de voleibol e Tubarão como sede do futsal. Em 2009, a Unisul encerrou as atividades no vôlei por problemas financeiros. Venceu a Superliga Brasileira de Voleibol Masculino de 2004. 